# Notropis harperi
Notropis harperi är en fiskart som beskrevs av Fowler, 1941. Notropis harperi ingår i släktet Notropis och familjen karpfiskar. Inga underarter finns listade i Catalogue of Life.